# Valentin Badea
Valentin Vasile Badea (n. 23 octombrie 1982, Alexandria, Teleorman, România) este un fost jucător român de fotbal.

## Copilăria
O parte din copilăria sa a petrecut-o la bunicii săi, în comuna Vitănești din județul Teleorman. Vali a moștenit "microbul" fotbal de la tatăl său, Alexandru Badea, care a jucat în tinerețe în ligile inferioare.
"Când era mic, îi cumpăram două-trei perechi de teniși pe săptămână, pentru că juca fotbal toată ziua", își amintește Nicu Badea, completând: "Copii îi spuneau Hagi, pentru că dribla foarte bine, iar porecla i-a rămas până a plecat din oraș".

## Cariera
Îndrumătorul său spre fotbal a fost Ioan Sdrobiș, care atenționa că fostul său elev "muștește de talent, numai că nu știe să stea în teren".
"Când m-a văzut Sdrobiș la Petroșani în prima zi cu părul lung, a început să țipe: "Băi! Mi-ați adus lăutari la echipă! Mi l-ați adus pe Pepe!" spune Badea.
Eram la Jiul prin 2000 sau 2001, nu mai țin minte exact, și a venit la mine un prieten foarte bun și mi-a zis că e un băiat talentat în Alexandria. I-am zis să-l aducă la mine să-l văd. A venit un tânăr de 17 ani, cu o figură așa... excentrică, cu o frizură ciudată rău! Nu mi-a plăcut deloc. Primul lucru l-am pus să se tundă, și așa a făcut. Apoi a venit a doua zi la antrenament cu un bandaj la picior, nu știam eu care e faza cu cârpa aia... l-a dat jos până la urmă, era de fiță! Am muncit mult cu el, nu avea nici calități fizice remarcabile, dar am tras împreună cum s-ar zice. N-a îndrăznit să vocifereze niciodată, deși eu sunt mai dur cu băieții mei. Am avut câteva deposedări puternice (râde), intrări dure la el, dar nu a comentat. Acum, în afara terenului e timid și foarte cuminte. 
Îi place riscul, își asumă riscuri, ia acțiuni pe cont propriu. Lovește mingea cu ambele picioare și are o personalitate tipică de atacant. Și la Vaslui, și la Jiul mai îmi spuneau ceilalți jucători că ține mingea prea mult, că nu pasează, dar le-am spus: "Ciocu" mic că el vă dă goluri și ne câștigă meciurile.
Cu 60 de ore înaintea meciului cu Sevilla , Vali Badea l-a vizitat pe Sdrobiș, pupându-i chelia. La baza Școlii de Fotbal "Ion Ciulea", din Colentina, mai mulți copii șușoteau între ei , "Vine Vali Badea, vine Vali Badea pe la noi", fotbaliști sub privirile lui Ioan Sdrobiș, directorul școlii. Stelistul a ales să-și viziteze antrenorul care l-a descoperit, așa cum obișnuiește să facă înaintea unei mari confruntări. În mijlocul juniorilor, Badea părea extrem de emoționat, iar după ce "Părintele" l-a prezentat a dat noroc cu toți copiii. "Așa a fost și el, ca voi, dar prin muncă și ambiție a ajuns acolo unde a meritat". După ce i-a privit pe micuți aproximativ 10 minute la antrenament, atacantul stelist a ținut morțiș să poarte o discuție separată cu Sdrobiș. A intrat în biroul acestuia, unde a stat preț de câteva minute. Înainte de plecare, l-a îmbrățișat pe mentorul său și l-a pupat pe chelie. "Este o nebunie de-a lui înaintea meciurilor importante. Când îi eram antrenor tot la fel făcea, dar mă mai ascundeam de el. Până nu mă găsea nu ieșea din cabină. Parcă nu poate să joace dacă nu mă vede înainte de meci și nu-mi sărută chelia, care e talismanul lui. Voi fi prezent în tribună la meciul cu Sevilla ca să-l urmăresc", a spus Sdrobiș. Ioan Sdrobiș a ținut neapărat să facă o poză cu fostul lui elev. "Nu am nicio fotografie cu el și poate, cine știe, ajunge mare sculă de fotbalist prin Europa și apoi nu mă mai bagă în seamă", a glumit "Părintele". "Cum să vă uit, nea Nelu? Nu o să uit niciodată câte ați făcut pentru mine", a replicat fotbalistul.

## Echipe de club
Primul său club a fost Jiul Petroșani, un club care evolua în Divizia B, și care se chinuia să evite retrogradarea.
Transferul său la FC Vaslui a mers ca uns, deoarece moldovenii se chinuiau să promoveze în primul eșalon românesc. În primul sezon, Vasluiul nu a reușit promovarea, fiind devansați în clasament de rivalii de la Poli Iași, însă în sezonul următor, Vasluiul sărbătorea prima lor participare în prima divizie. Vali Badea a fost de asemenea unul dintre jucătorii exponențiali ai echipei.
În primul său meci oficial în Divizia A, Basarab Panduru l-a folosit din primul minut, împotriva lui Rapid. Giuleștenii reușeau să câștige cu 1-0, însă Badea reușea să impresioneze prin dăruința sa de pe teren. Primul gol al său în Divizia A a venit în etapa următoare, împotriva Gloriei Bistrița. A urmat un tur dezastruos de campionat, în care moldovenii păreau ca și retrogradați (în etapa 14, doar 5 puncte strânse de echipa lui Rednic, fără nicio victorie). Însă în ultimul meci din tur, Vasluiul făcuse un meci de senzație, în care a fost foarte aproape să învingă campioana Steaua, chiar în Ghencea. Vali Badea reușea atunci să marcheze un gol foarte frumos, și acela era un semnal de alarmă asupra echipelor din capitală. După ce în pauza competițională, Porumboiu a renunțat la "vedete" precum Răducanu, Falemi, Ilie și a adus jucători precum Sfârlea, Huțan, Bukvic, echipa moldoveană a reușit un retur de excepție. Badea a fost principalul marcator în acel sezon, însă 4 goluri din 5 au fost cu echipele din capitală (Steaua, Rapid, Național și Dinamo).
Imediat după încheierea campionatului, Badea a fost transferat de Steaua București, împreună cu Panait pentru suma de 1,2 milioane de $. La prezentarea oficială, Gigi Becali spunea despre Badea: "va ajunge cel mai mare atacant din România".
Transferul său la echipa roș-albastră a însemnat și primul trofeu câștigat de acesta, Supercupa României în iulie 2006, Steaua impunându-se în fața rivalei din Giulești, cu 1-0.
O serie de meciuri nereușite ale atacantului stelist nu l-a descurajat pe Cosmin Olăroiu, care l-a folosit pe Badea în fiecare din meciurile Stelei. Datorită gravei accidentări a lui Victoraș Iacob, Badea a reușit să se impună în primul 11 al echipei, înaintea meciurilor decisive din preliminariile Ligii Campionilor.
Primul său gol în tricoul Stelei, l-a reușit chiar împotriva fostei sale formații, FC Vaslui. 4 zile mai târziu, urma meciul retur cu Standard Liege. Olăroiu a avut de ales înaintea acelui meci între Oprița și Badea, ultimul având câștig de cauză. Alegerea a fost foarte înțeleaptă, din moment ce Vali Badea a fost omul decisiv, marcând o dublă în partida câștigată de roș-albaștri cu 2-1, astfel culminând cu o seară magică a lui Vali și de asemenea cu a 4-a participare în Liga Campionilor a Stelei, după 10 ani de absență în cea mai importantă competiție inter cluburi.
"Nu reușeam să marchez deloc, și eram foarte stresat. După meciul cu Craiova, Oli a venit, m-a luat de gât, și mi-a zis să stau liniștit, că o să dau gol exact când trebuie. Era cu câteva zile înainte de returul cu Standard Liege" spune Badea. "În ziua meciului cu Standard îmi venea să mor de emoție. Simțeam că mă sufoc. Abia când am ajuns la stadion și am văzut 60.000 de oameni, mi-am revenit. Nu aveam cum să ratăm calificarea, oamenii ne duceau pe sus".
Vali Badea a reușit o serie de meciuri destul de șterse, în multe dintre ele fiind preferat francezul Cyril Thereau. Spre finalul turului, începea hegemonia lui Badea, marcând în fiecare meci în care Steaua reușea să puncteze (8 meciuri la rând). Grava accidentare a lui Dică, l-a făcut pe Badea să fie astfel opțiunea primă a echipei din Ghencea.
După o perioadă mai puțin reușită sub comanda antrenorului Marius Lăcătuș, Vali Badea a fost împrumutat la clubul grec Panserraikos apoi a urmat transferul la Universitatea Craiova.
A evoluat în returul sezonului 2009-2010 la Politehnica Iași, dar în urma retrogradării acesteia din prima ligă și a desființării ei în sezonul următor, s-a transferat la FC Brașov pentru care a evoluat în turul sezonului 2010-2011. A marcat pentru aceasta primul gol al noului sezon, la Târgu Mureș în meciul cu FCM, precum și golul decisiv pentru calificarea în sferturile de finală ale Cupei României în meciul cu Universitatea Cluj. După venirea antrenorului portughez António Conceição la Brașov în decembrie, clubul a decis renunțarea la acesta. Ultima dată a evoluat pentru echipa UTA Arad din Liga a II-a.

## Echipa națională
Meciurile bune făcute de Badea, i-a atras în special și pe Victor Pițurcă, care l-a luat într-un test al naționalei, împotriva tineretului. Badea a marcat în acel meci, câștigat de selecționata lui Pițurcă prin acest gol.

## Cariera politică
În 2024 a fost ales consilier local în Alexandria, din partea PSD.